# Модель Дюпюї-Форхгеймера
Модель Дюпюї-Форхгеймера (рос. модель Дюпюи-Форхгеймера; англ. Dupui-Forchgeimer’s model, нім. Dupui-Forchgeimer-Modell n) – розрахункова модель, яка використовується в теорії фільтрації рідини і являє собою умовний (фіктивний) потік, для якого: 
- а) водонепроникна поверхня горизонтальна;

- б) проміжок височування дорівнює нулю;

в) живі перерізи є циліндричними поверхнями з вертикальними твірними. 
Спрямівні згаданих циліндричних живих перерізів, які розглядаються в плані, є гідроізогіпсами; вони можуть бути кривими будь-якого вигляду, причому фільтраційний потік у плані може бути швидкозмінним.